# José Miguel Andrade
José Miguel Andrade de la Torre (Quito, Ecuador; 14 de enero de 1993) es un futbolista ecuatoriano. Juega como volante ofensivo y su equipo actual es Técnico Universitario de la Serie A de Ecuador.

## Trayectoria

### Inicios
José Miguel Andrade ingresa desde muy joven en las formativas de Deportivo Quito en 2004, con actuaciones sobresalientes en las diferentes categorías de menores siendo el goleador histórico de dicho equipo lo que llevó a que en el 2010 debute en el equipo principal en calidad de juvenil mientras alternaba su participación en el equipo de reservas. En la temporada 2011 llega a ser Campeón del Torneo de Serie A de Ecuador compartiendo equipo con jugadores como Fidel Martínez, Gustavo Rodas, Luis Saritama, Ivan Hurtado y el peruano José Carlos Fernández, con una gran actuación, lo que conllevó a que a inicios del año 2012 fuera cedido a Defensor Sporting de Uruguay, jugando el primer semestre del año y en el segundo semestre vuelve al equipo chulla, en ese año queda goleador del Campeonato de Reservas de Ecuador con 21 goles marcados, mismo año forma parte de la selección ecuatoriana sub-20.

### Universidad Católica
En la temporada 2013, forma parte de Universidad Católica.

### América de Quito
En El 2014 jugó por el América de Quito de Segunda Categoría del fútbol ecuatoriano.

### Espoli
En 2015 firma por Espoli equipo que jugó la serie B de dicho país en ese año, en aquel equipo solo juega el primer semestre y para la segunda mitad del año firma por Sociedad Deportivo Quito.

### Cienciano
Pasó por el Cienciano del Cusco de Perú en el 2016, marcando 6 goles y siendo una de las figuras del equipo.

### Sport Rosario
En 2017 es jugador del Sport Rosario del mismo país teniendo un paso muy bueno clasificando al equipo a Copa Sudamericana

### Regreso a América de Quito
En 2018 juega en el América de Quito siendo en uno de los jugadores con más experiencia del equipo donde lograría el ascenso a la serie A del campeonato ecuatoriano.

### Deportivo Municipal
A mitad del 2018 ficha por Deportivo Municipal clasificando a Copa Conmebol Sudamericana.

### Olmedo
En 2021 ficha por el club ecuatoriano Centro Deportivo Olmedo para disputar la LigaPro Serie A 2021 anotando 3 goles y siendo el capitán del equipo.

### Orense
En el 2022 hasta la actualidad firma por el equipo de Machala llamado Orense Sporting Club donde ha destacado en algunos partidos, convirtiendo un golazo de chilena frente a Independiente del Valle por la Liga Pro.

## Estadísticas

### Clubes
Actualizado al último partido disputado el 17 de agosto de 2025.
| Club                            | Temporada     | Liga  | Liga  | Copas nacionales | Copas nacionales | Copas internacionales | Copas internacionales | Total | Total |
| Club                            | Temporada     | Part. | Goles | Part.            | Goles            | Part.                 | Goles                 | Part. | Goles |
| ------------------------------- | ------------- | ----- | ----- | ---------------- | ---------------- | --------------------- | --------------------- | ----- | ----- |
| Deportivo Quito · Ecuador       | 2010          | 1     | 0     | -                | -                | 0                     | 0                     | 1     | 0     |
| Deportivo Quito · Ecuador       | 2011          | 1     | 0     | -                | -                | 0                     | 0                     | 1     | 0     |
| Deportivo Quito · Ecuador       | 2012          | 5     | 0     | -                | -                | 0                     | 0                     | 5     | 0     |
| Defensor Sporting · Uruguay     | 2012          | 0     | 0     | -                | -                | 0                     | 0                     | 0     | 0     |
| Defensor Sporting · Uruguay     | Total club    | 0     | 0     | -                | -                | 0                     | 0                     | 0     | 0     |
| Universidad Católica · Ecuador  | 2013          | 1     | 0     | -                | -                | -                     | -                     | 1     | 0     |
| Universidad Católica · Ecuador  | Total club    | 1     | 0     | -                | -                | -                     | -                     | 1     | 0     |
| América de Quito · Ecuador      | 2014          | 9     | 5     | -                | -                | -                     | -                     | 9     | 5     |
| Espoli · Ecuador                | 2015          | 1     | 0     | -                | -                | -                     | -                     | 1     | 0     |
| Espoli · Ecuador                | Total club    | 1     | 0     | -                | -                | -                     | -                     | 1     | 0     |
| Deportivo Quito · Ecuador       | 2015          | 0     | 0     | -                | -                | -                     | -                     | 0     | 0     |
| Deportivo Quito · Ecuador       | Total club    | 7     | 0     | -                | -                | 0                     | 0                     | 7     | 0     |
| Cienciano · Perú                | 2016          | 19    | 6     | -                | -                | -                     | -                     | 19    | 6     |
| Cienciano · Perú                | Total club    | 19    | 6     | -                | -                | -                     | -                     | 19    | 6     |
| Sport Rosario · Perú            | 2017          | 10    | 1     | -                | -                | -                     | -                     | 10    | 1     |
| Sport Rosario · Perú            | Total club    | 10    | 1     | -                | -                | -                     | -                     | 10    | 1     |
| América de Quito · Ecuador      | 2018          | 17    | 1     | -                | -                | -                     | -                     | 17    | 1     |
| América de Quito · Ecuador      | Total club    | 26    | 6     | -                | -                | -                     | -                     | 26    | 6     |
| Deportivo Municipal · Perú      | 2018          | 5     | 0     | -                | -                | -                     | -                     | 5     | 0     |
| Deportivo Municipal · Perú      | Total club    | 5     | 0     | -                | -                | -                     | -                     | 5     | 0     |
| Cumbayá F. C. · Ecuador         | 2019          | 10    | 6     | 0                | 0                | -                     | -                     | 10    | 6     |
| Cumbayá F. C. · Ecuador         | Total club    | 10    | 6     | 0                | 0                | -                     | -                     | 10    | 6     |
| Atlético Porteño · Ecuador      | 2019          | 9     | 0     | 0                | 0                | -                     | -                     | 9     | 0     |
| Atlético Porteño · Ecuador      | Total club    | 9     | 0     | 0                | 0                | -                     | -                     | 9     | 0     |
| Liga de Portoviejo · Ecuador    | 2020          | 3     | 0     | 0                | 0                | -                     | -                     | 3     | 0     |
| Liga de Portoviejo · Ecuador    | Total club    | 3     | 0     | 0                | 0                | -                     | -                     | 3     | 0     |
| Olmedo · Ecuador                | 2021          | 28    | 3     | 0                | 0                | -                     | -                     | 28    | 3     |
| Olmedo · Ecuador                | Total club    | 28    | 3     | 0                | 0                | -                     | -                     | 28    | 3     |
| Orense · Ecuador                | 2022          | 24    | 5     | 2                | 2                | -                     | -                     | 26    | 7     |
| Orense · Ecuador                | 2023          | 23    | 1     | 0                | 0                | -                     | -                     | 23    | 1     |
| Orense · Ecuador                | 2024          | 19    | 1     | 1                | 1                | -                     | -                     | 20    | 2     |
| Orense · Ecuador                | Total club    | 66    | 7     | 3                | 3                | 0                     | 0                     | 69    | 10    |
| Técnico Universitario · Ecuador | 2025          | 18    | 3     | 0                | 0                | -                     | -                     | 18    | 3     |
| Técnico Universitario · Ecuador | Total club    | 18    | 3     | 0                | 0                | -                     | -                     | 18    | 3     |
| Total carrera                   | Total carrera | 203   | 32    | 3                | 3                | 0                     | 0                     | 206   | 35    |
| 1.                              |               |       |       |                  |                  |                       |                       |       |       |

## Palmarés

### Campeonatos nacionales
| Título             | Club            | Año  |
| ------------------ | --------------- | ---- |
| Serie A de Ecuador | Deportivo Quito | 2011 |